# Roman Kowalewski (wioślarz)
Roman Józef Kowalewski (ur. 18 lutego 1949 w Szczecinie, zm. 22 października 2024 w Peru) – polski wioślarz, przedsiębiorca, trener, działacz sportowy, olimpijczyk z Monachium 1972.
Był zawodnikiem AZS Szczecin, Zawiszy Bydgoszcz i SKS Posnanii. Uczestnik mistrzostw świata w roku 1975 w Nottingham podczas których wystartował w czwórce podwójnej. Polska osada zajęła 11. miejsce.
W roku 1969 brał udział w mistrzostwach Europy. Wystartował w dwójce podwójnej (partnerem był Wiesław Długosz) zajmując 11. miejsce. Rezultat ten powtórzył w mistrzostwach Europy w 1971 roku, w których wystartował w osadzie ze Zdzisławem Bromkiem).
Na igrzyskach olimpijskich w 1972 roku wystartował w konkurencji dwójek podwójnych (partnerem był: Kazimierz Lewandowski). Polska osada zajęła 12. miejsce.
Był bratem olimpijczyka Mirosława Kowalewskiego.
Jest działaczem Akademickiego Związku Sportowego w Szczecinie.